# Rhinantheae
Tribu
Les Rhinantheae sont une tribu de plantes herbacées de la famille des Orobanchaceae.

## Liste des genres
Selon NCBI (16 mai 2015) :
- genre Aeginetia
- genre Bartsia
- genre Bartsiella
- genre Bellardia
- genre Bungea
- genre Castilleja
- genre Clevelandia
- genre Cordylanthus
- genre Cymbaria
- genre Euphrasia
- genre Hedbergia
- genre Lathraea
- genre Macrosyringion
- genre Melampyrum
- genre Monochasma
- genre Nothobartsia
- genre Odontitella
- genre Odontites
- genre Phtheirospermum
- genre Physocalyx
- genre Parentucellia
- genre Pedicularis
- genre Phtheirospermum
- genre Pseudobartsia
- genre Pterygiella
- genre Rhinanthus
- genre Rhynchocorys
- genre Schwalbea
- genre Siphonostegia
- genre Tozzia
- genre Xizangia